# Аріза Макукула
Аріза Макукула (порт. Ariza Makukula, нар. 4 березня 1981, Кіншаса) — португальський футболіст конголезького походження, що грав на позиції нападника за низку європейських клубних команд, а також за національну збірну Португалії.

## Клубна кар'єра
Народився 1981 року в родині конголезького футболіста Куянгани Мукукули. Дитиною перебрався спочатку до Бельгії, а згодом до Португалії, де його батько виступав за низку клубів. Займався в місцевих футбольних школах, а в сезоні 1999/2000 був включений до заявки головної команди «Віторії» (Гімарайнш).
Утім на дорослому рівні дебютував наступного сезону, вже захищаючи кольори іспанської друголігової «Саламанки». Також пограв у Сегунді і за «Леганес», а 2003 року був запрошений до французького «Нанта», де протягом сезону був гравцем ротації, провівши 18 ігор за команду з Нанта в Лізі 1.
Згодом у 2004–2007 знову грав в Іспанії, цього разу вже на рівні Прімери, на якому захищав кольори клубів «Реал Вальядолід», «Севілья» та «Хімнастік», у жодному з яких, утім, стабільним основним гравцем не став.
2007 року повернувся до Португалії, де протягом року на правах оренди із «Севільї» грав за «Марітіму». 2008 року уклав повноцінний контракт з  «Бенфікою», де також був гравцем ротації, а у 2009—2010 роках віддавався в оренду спочатку до англійського «Болтон Вондерерз», а згодом до турецького «Кайсеріспора». Граючи за останній забив 21 гол у 29 іграх чемпіонату Туреччини 2009/10, ставши його найкращим бомбардиром.
В подальшому продовжував виступи в Туреччині у складі «Манісаспора» та «Каршияки», грав за португальську «Віторію» (Сетубал) та грецький ОФІ.

## Виступи за збірні
Маючи португальське громодянство, протягом 2001–2002 років залучався до складу молодіжної збірної Португалії. Брав участь у молодіжному Євро-2002, де став автором одного з голів, а португальці не подолали груповий етап. Загалом на молодіжному рівні зіграв у 14 офіційних матчах, забивши 3 голи.
Восени 2007 року дебютував в офіційних матчах у складі національної збірної Португалії грою відбору на Євро-2008 проти Казахстану, в якій відзначився забитим голом. Згодом провів ще три гри за головну португальську збірну.
| Дата       | Місто  | Господарі  | Результат | Гості      | Турнір            | Голи | Примітки  |
| ---------- | ------ | ---------- | --------- | ---------- | ----------------- | ---- | --------- |
| 17-10-2007 | Алмати | Казахстан  | 1 – 2     | Португалія | Відбір до ЧЄ 2008 | 1    | 63'       |
| 17-11-2007 | Лейрія | Португалія | 1 – 0     | Вірменія   | Відбір до ЧЄ 2008 | -    | 68'       |
| 21-11-2007 | Порту  | Португалія | 0 – 0     | Фінляндія  | Відбір до ЧЄ 2008 | -    | 77' 90+1' |
| 6-2-2008   | Цюрих  | Італія     | 3 – 1     | Португалія | товариський матч  | -    | 57'       |
| Усього     |        | Матчів     | 4         |            | Голів             | 1    |           |

## Титули і досягнення

### Командні
- Володар Кубка УЄФА (1):

«Севілья»: 2005-2006

### Особисті
- Найкращий бомбардир чемпіонату Туреччини (1):

2009-2010 (21 гол)